# جهاز تحفيز عصبي مستجيب
جهاز التحفيز العصبي المستجيب هو جهاز طبي يستشعر التغيرات في جسم الفرد ويستخدم التحفيز العصبي لتوليد استجابة لعلاج المرض. وافقت إدارة الغذاء والدواء الأمريكية على استخدام أجهزة في الولايات المتحدة لعلاج نوبات الصرع والألم المزمن. تخضع هذه الأجهزة للدراسة لاستخدامها في علاج الرعاش مجهول السبب ومرض باركنسون ومتلازمة توريت والاكتئاب والسمنة واضطراب الكرب التالي للصدمة النفسية.

## الاستخدامات الطبية

### الصرع
يوصى باستخدام التحفيز العصبي لعلاج نوبات الصرع فقط لدى المرضى الذين فشل علاجهم باستخدام العديد من الأدوية. تمت الموافقة على استخدام نظام نوروبيس آر إن إس من قبل إدارة الغذاء والدواء الأمريكية في عام 2013 وهو الجهاز الطبي الوحيد لعلاج الصرع الذي يستخدم التحفيز العصبي المستجيب. يتم زرع الجهاز جراحيًا في رأس المريض بواسطة أسلاك كهربائية توضع بالقرب من الموقع الذي يعتقد أنه مصدر النوبات ضمن الدماغ. تسجل هذه الأسلاك النشاط الكهربائي في الدماغ وتولد تحفيزًا كهربائيًا عند اكتشاف النوبة. يحتفظ الجهاز بسجل للنشاط الكهربائي غير الطبيعي ويخضع للمراجعة من قبل طبيب أعصاب لتحسين اكتشاف النوبات وعلاجها. يمكن للمريض أن يسجل أعراضه باستخدام الجهاز لمعرفة ما إذا كانت مرتبطة بالنوبات. تبين أن استخدام التحفيز المستجيب فعال في الحد من النوبات. تمكن بعض المرضى من التخلص من النوبات بشكل تام من خلال التحفيز العصبي المستجيب وغير المستجيب.

### الألم المزمن
يتم التحفيز العصبي للألم المزمن بشكل أساسي من خلال استخدام محفزات الحبل الشوكي. توفر هذه الأجهزة تحفيزًا كهربائيًا لمناطق مختلفة من العمود الفقري بناءً على مكان زراعتها. منذ عام 2012، تنتج شركة ميدترونيك محفزات للحبل الشوكي بمقاييس تسارع يمكنها التنبؤ بتوضع المريض. يمكن برمجة الجهاز لتوليد تحفيز كهربائي إضافي إذا كان المريض يتخذ توضعًا أكثر إيلامًا.

## البحث
يعد التحفيز العصبي المستجيب مجال بحثي نشط وتوجد تجارب سريرية متعددة جارية حوله. تمت الموافقة على التحفيز العصبي المستمر، أو غير المستجيب، من قبل إدارة الغذاء والدواء منذ عام 2002 مع إدخال المحفزات العميقة للدماغ في علاج مرض باركنسون. مع تقدم التقنيات الطبية، تحسن فهم الشبكات العصبية ودورها في الأمراض التي تصيب الإنسان. أدت إضافة قدرات الاستشعار إلى هذه الأجهزة إلى توفير أهداف جديدة للتحفيز والتغذية الراجعة حول آلية تحفيز الدماغ بشكل أكثر فعالية. في الوقت الحالي، هناك تجارب سريرية على أجهزة التحفيز العصبي في علاج الرعاش مجهول السبب ومرض باركنسون ومتلازمة توريت والاكتئاب والسمنة واضطراب الكرب التالي للصدمة النفسية.